# 恐怖のエアポート
『恐怖のエアポート』（原題: Terror in the Sky）は1971年製作のテレビ映画で、1957年に製作された『Zero Hour!』のリメイク。国内では、NHK総合テレビ（題名「大空の恐怖」で放送）、東京12チャンネル（現 テレビ東京）などで放送された事がある。
1980年制作の、映画『フライングハイ』でも、パロディ元の一部にもなっていると思われるが定かではない。

## あらすじ
ミネアポリスからシアトルに向かう飛行機の中で、機内食のチキンを食べた乗客、そして同じ機内食を食べていたパイロットと副操縦士が次々と食中毒で倒れ、ベトナム戦争時にヘリコプターの操縦経験がある乗客のスペンサーが、飛行機を無事に着陸させるべく操縦席に呼ばれる。管制塔の指示のみで、スペンサーは必死に飛行機を着陸させようと試みる。

## キャスト
※日本語版：NHK総合テレビ 1974年3月10日(日) 14:40-15:55 TV初放送。
※カッコ内は日本語吹替
- ジョージ・スペンサー：ダグ・マクルーア（江守徹）
- ベアード医師：ロディ・マクドウォール（西沢利明）
- ジャネット・ターナー：ロイス・ネトルトン（弓恵子）
- マーティ・トレリーヴァン：リーフ・エリクソン（神田隆）
- ウィルソン機長：ケネス・トビー（大木民夫）
- ミルトン：キーナン・ウィン（永井一郎）
- エレン：パトリシア・マティック
- 管制官：ジャック・ギン（柴田秀勝）

## スタッフ
※出典
- 監督：バーナード・コワルスキー
- 製作：マシュー・ラフ
- 原作：アーサー・ヘイリー、ジョン・キャッスル
- 脚本：スティーヴン・カーフ、エリノア・カーフ、ディック・ネルソン
- 撮影：ハワード・Ｒ・シュワルツ
- 音楽：パトリック・ウィリアムズ